# Cristinini
Cristina López Pérez (Tarragona, 15 de noviembre de 1989), conocida como Cristinini, es una presentadora, actriz de doblaje, youtuber y streamer española. Fue copresentadora del Grand Prix de RTVE. También conduce Time Zone, el reality español de HBO que une a distintas personalidades que se enfrentan a pruebas contrarreloj. Presentó el programa Hoy no se sale de Ubeat y colaboró habitualmente en Zapeando y Vodafone yu. También ha participado como reportera para DAZN en varias emisiones de partidos de la Liga de Campeones Femenina de la UEFA.
En Twitch cuenta con más de 3 millones de seguidores y más de 92 millones de visualizaciones que la colocan en el noveno puesto de streamers hispanohablantes con más visualizaciones en la plataforma. En YouTube tiene más de 1,3 millones de suscriptores en su canal principal. Fue denominada una de las streamers más influyentes de España por la revista Forbes en 2021, 2022 y 2023. También fue la cuarta streamer femenina más vista del mundo durante 2021 y obtuvo un Premio ESLAND por la «mejor reportera de esports» en 2022.

## Biografía
Nació el 15 de noviembre de 1989 en Tarragona, España, y gran parte de su vida la ha vivido en Cataluña. Se define como «en gran parte andaluza», gracias a su rama familiar de Granada.
Estudió en la Universidad Rovira i Virgili de Tarragona. Se sacó dos carreras, un máster y un grado superior. Tiene estudios de informática y administración de empresas. Además se defiende en cinco idiomas, entre ellos el ruso y el francés. Comenzó trabajando en varios sectores desde hace muchos años pasando por recepciones de hotel, trabajos de administración en oficinas y hasta dependienta en una cadena de videojuegos.
En el sector de los esports ha sido presentadora y reportera de The Gaming House, y presentó programas en Meristation y en Movistar eSports. Tras ello, dedicó la totalidad de su tiempo a crecer en Twitch. También es la presentadora de «Hoy no se sale» para la plataforma de Ubeat, además de colaborar en Zapeando y en Vodafone Yu.

## Carrera

### Inicios (2015-2018)
Creó su canal de Youtube el 19 de julio de 2015 bajo el nombre de Cristinini, nombre que fue ideado por sus amigos por aquel momento. Subió su primer video, llamado "El mundo de las redes sociales" el 10 de abril de 2016.
Por aquel entonces, en 2016 decidió dejar su trabajo de contable para dedicar su vida al mundo de los videojuegos e irse a trabajar a una tienda de videojuegos de la cadena GAME. Comenzó a subir videos a la plataforma de Youtube más regularmente durante esas fechas. Tiempo después fue elegida para presentar una sección en MeriStation a través de un casting al cual se presentó con una idea original a la vez que divertida con el característico vídeo del "rap de Meristation". Se encargaría de escribir artículos y hacer reportajes sobre videojuegos para dicho portal.
El 22 de febrero de 2017, tomaba las riendas del programa The Gaming House como presentadora junto a Sergio Perela, un programa dedicado a los esports que mostró competiciones, información sobre los equipos y sus jugadores más destacados y las últimas novedades en el mundo de los deportes electrónicos. El programa era grabado en el plató de Movistar Stadium. Además tuvo una sección en Movistar eSports, como reportera, en la cual entrevistaba a personalidades de los esports en eventos relacionados con ellos. Tras 2 temporadas y 97 episodios, se daba cierre al programa de Movistar eSports el 19 de diciembre de 2018.
El 8 de septiembre de 2017, estaría de reportera para Movistar eSports en las finales de la LCS en París. El 8 de julio de 2018, presentó la primera edición de los Premios Cristal Esports, en el casino de Madrid, reuniendo a las personalidades más relevantes del sector de los deportes electrónicos, con 14 premiados en diferentes categorías en la primera edición.

### Competiciones y crecimiento en la creación de contenido (2019-2020)
El 8 de febrero de 2019, entraba en el equipo de S2V Esports bajo el rol de "jungla" para competir en las ligas femeninas de League of Legends, un juego al que había dedicado miles de horas, compitiendo así en torneos como la Women’s Esports League. En agosto de 2019, Cristinini cerró su etapa como jugadora para el equipo de S2V, centrando de esta forma gran parte de su tiempo a los streams en la plataforma de Twitch, una plataforma en la cual llevaba haciendo streams desde 2017 y que ahora retomaba con más regularidad jugando a juegos varios en stream, entre ellos League of Legends, Overwatch, Age of Empires y muchos otros más.
El 12 de abril de 2019, Cristinini que tenía experiencia con juegos de rol, ya que ya roleaba en varios juegos como el World of Warcraft, descubrió el universo de Grand Theft Auto Online, un juego que le hizo crecer mucho en la plataforma de Twitch, el 22 de junio de 2019, participaría en el Stars Battle Royale, un evento en Gamergy que reunía a grandes creadores de contenido en el juego Fortnite.
Justo después, Twitch recibiría una gran afluencia de personas de diferentes sectores, desde el futbol hasta la música, en la época de Among Us, época en la cual Ibai, Ander, Mayichi, Goncho, Cristinini y otros creadores de contenido compartirían discord para jugar con futbolistas como Courtois, Kun Agüero o Neymar, además de gente del mundo del freestyle como Papo, Blon, Bta y muchos otros.
El 4 de abril de 2020, abrió una página web dedicada a las noticias, toda la actualidad de sus redes sociales y muchas más novedades. El 22 de octubre, Cristinini hacia aparición mediante videollamada en el programa Top Gamers Academy, un reality-talent show sobre deportes electrónicos y el 30 de octubre de 2020, llegó al millón de seguidores en la plataforma de Twitch. El 5 de noviembre del mismo año, se convirtió en una de las nuevas colaboradoras de Vodafone Yu, programa en el cual había estado de invitada anteriormente. 
El 18 y 19 de diciembre de 2020, estaría presentando el GGUP Fest, un festival que reunía gente del mundo de los esports, la música y la moda. El 26 de diciembre de 2020 y tras haber rodado escenas del video meses antes, formaría parte del "Rewind Hispano", siendo una de las caras de la portada del video en el que saldría en una escena del juego Among Us junto a otros creadores de contenido como Ibai, Willyrex, Fargan o TheGrefg.

### Apariciones en medios y proyectos (2021-2023)
El 15 de noviembre de 2020 es entrevistada en el programa "Hoy No Se Sale" de Ibai y Kapo. Más tarde, el 3 de febrero de 2021, Ubeat desvelaba que Cristinini iba a ser la nueva presentadora de "Hoy No Se Sale" junto a Kapo para las próximas temporadas del programa. El 4 de febrero de 2021 es invitada a La Resistencia para presentar la nueva temporada de su programa "Hoy No Se Sale".
El 25 de enero de 2021 entraba junto a Werlyb, Knekro, IlloJuan, Barbe, Ander, Reven en el nuevo proyecto de Ibai. Dicho proyecto fomentaba la creación de contenido entre estos streamers, para facilitar la realización de grandes eventos en la plataforma de Twitch.
El 26 de marzo, colabora en la plataforma Netflix en uno de los episodios del programa 'Magic for Humans Spain con El Mago Pop' del ilusionista español Antonio Díaz . Días después, el 9 de abril de 2021, comenzó a colaborar para el programa de televisión de Zapeando en La Sexta. En su sección se comenzaría a hablar de todas las novedades de Internet, los videojuegos y plataformas en auge como Twitch.
En abril arrancaba Marbella Vice, una serie de GTA Roleplay y consiguió colocarse durante una semana de mayo como la primera streamer femenina en la clasificación mundial.
El 18 de julio iniciaba sus clases de doblaje en los estudios Polford de Barcelona, con grandes maestros del mundo del doblaje como Luis Posada, Óscar Barberán o Jordi Brau. Ese mismo día participa "El Padel de las Estrellas" haciendo entrevistas a personalidades como Piqué. A finales del mismo mes, se anunció que jugaría junto a Rubius en PogChamps4, un torneo de ajedrez con 100 000 dólares en premios, que comenzaba el 29 de agosto. Comenzó a  prepararse con Anna Rudolf, una caster y jugadora de ajedrez. Tras vencer a varios de sus contrincantes en su grupo y clasificar para el winner bracket, fue vencida en la ronda de eliminatoria.
El 5 de octubre de 2021 hizo aparición como reportera a pie de campo en deportes tradicionales para la plataforma de DAZN en el estadio Johan Cruyff, retransmitiendo el partido Fútbol Club Barcelona vs Arsenal, en la Liga de Campeones Femenina de la UEFA.
El 21 de octubre de 2021, se publicó su libro "Gamers en lios", donde cuenta sus aventuras lo que parece un día normal, hasta que un misterioso paquete con un código llega a su puerta. En el mismo, el lector, acompañado de sus compañeros, deberá tomar decisiones que afectaran en la historia y que llevaran a uno de muchos finales. El día 25 anunció la "TWITCH RIVALS Doritos Disruptor Series ft. Cristinini", siendo la única streamer española en tener su propia Twitch Rivals con un formato de varios juegos, entre ellos Geometry Dash, Fall Guys, Overcooked 2, Aimlab, Jackbox Trivia y por último Ajedrez en caso de tener que desempatar.
El 21 de septiembre de 2021, la marca Pull and Bear anunció que ella presentaría su evento por el 30 aniversario de la marca, en una transmisión en la cual tendría como invitados a Guillermo Campra e Inés Hernand. El día 30 del mismo mes, presenta en su canal el evento del décimo aniversario de Amazon en España, con Luján Argüelles como maestra de ceremonias junto al cantante Xuso Jones. El 7 de noviembre, durante una entrevista en LaSexta analizaba el éxito de los esports y hablaba sobre el potencial del mundo de los deportes electrónicos en un futuro.
El 4 de diciembre de 2021, la futbolista Alexia Putellas, después de haber sido nombrada la ganadora del balón de oro en 2021, le concedería una entrevista para la plataforma DAZN. El 17 del mismo mes, estrenaba su documental "Domino's Originals Cristinini" en el escenario Mapfre en Gamergy. Es un documental que recopila su trayectoria en el mundo de los deportes electrónicos y la creación de contenido. El año terminaba con su aparición por segunda vez caracterizando a su personaje de la serie de Marbella Vice en el "Rewind Hispano". Este mismo año había casi duplicado el número de seguidores en Twitch, colocándola con la cifra de 2,7 millones de seguidores, se habían visualizado 14,7 millones de horas de su contenido en directo y había tenido un pico de viewers de 48 mil espectadores a la vez en el último año, todo esto transformaba a Cristinini en la novena streamer más vista en España y la cuarta femenina del mundo.
El 17 de enero de 2022 asistió a los Premios Esland, premios dedicados a la creación de contenido y en los que estaba nominada a mejor roleplayer y mejor reportera de esports, de la cual resultó ganadora de esta última. El 19 de enero, participaría en el evento Twitch Rivals de Squid Games en el juego Minecraft junto a 147 participantes por el premio de 100 000 dólares, tras pasar varias pruebas, caería en el día final entrando así en el top 10. El 8 de febrero, sería galardonada como Cibercooperante de Honor 2022 en una conferencia organizada por INCIBE para el Día Internacional de Internet Segura.
El 15 de marzo de 2022, presentaba los Premios Odeón, unos premios al reconocimiento anual de la música en España con grandes invitados del sector de la música, donde otorgarían 33 premios en diferentes categorías y un premio honorífico para finalizar la gala, el 24 de marzo, presentaría los Premios Ídolo con la compañía de la actriz española Ana Milán y de la streamer Mayichi, en una gala para premiar la creación de contenido digital y que reuniría a grandes celebridades de diferentes sectores, evento donde además estaría nominada a mejor streamer. El 30 de marzo, haría aparición como reportera a pie de campo en el Camp Nou junto a Rubén Martín, para el clásico Fútbol Club Barcelona vs Real Madrid Club de Fútbol de la Liga de Campeones Femenina de la UEFA en la plataforma de DAZN y el 31 de marzo, presentaría The Race, un evento de karting organizado por el youtuber DjMaRiiO que reuniría a varios creadores de contenido en el circuito Carlos Sainz Karting para una competición de karts.
El 23 de mayo, participaría en una adaptación en Twitch del programa de humor LOL: Si te ríes pierdes de Prime Video, programa en el cual Cristinini conseguiría proclamarse ganadora. El 4 de junio presentaría El Partidazo de Youtubers, un evento de futbol organizado por el youtuber DjMaRiiO que se disputaría en el estadio de La Romareda y que congregaría a miles de personas.
El 15 de junio, retomaba su faceta en los esports para anunciar en exclusiva el nuevo patrocinador de la LEC y de la Liga Latinoamérica de League of Legends, en una transmisión con la participación de varias figuras reconocidas en el mundo de los esports como el caster de League of Legends Aaron "Medic" Chamberlain y la actuación de artistas como Nicki Nicole.
El 25 de junio de 2022, presentaría junto a Jen Herranz "La Velada del Año II", un evento de boxeo organizado por Ibai Llanos que alcanzaría un récord histórico, posicionándose como la transmisión con mayor número de espectadores en simultáneo de la plataforma de Twitch, con un pico de visitantes de más de 3.3 millones.
El 6 de septiembre de 2022, anunciaba que formaría parte de BMW como embajadora de la marca.
En el verano de 2023, fue copresentadora junto a Ramón García y Michelle Calvó en el regreso del programa El Grand Prix de TVE.

## Apariciones en medios de comunicación

### Televisión
| Año                     | Programa                | Cadena    | Notas          |
| ----------------------- | ----------------------- | --------- | -------------- |
| 2017-2018               | The Gaming House        | Movistar+ | Presentadora   |
| 4 de febrero de 2021    | La Resistencia          | Movistar+ | Invitada       |
| 16 de agosto de 2021    | El intermedio           | La Sexta  | Invitada       |
| 2021-2022               | Zapeando                | LaSexta   | Colaboradora   |
| 2023                    | Time Zone               | HBO Max   | Presentadora   |
| 30 de noviembre de 2023 | Martínez y Hermanos     | Cuatro    | Invitada       |
| 28 de diciembre de 2023 | Gala Inocente, Inocente | La 1      | Presentadora   |
| 2023-2024               | Grand Prix              | La 1      | Copresentadora |
| Enero 2024              | Generación Top          | La Sexta  | Invitada       |

### Radio
| Año                  | Programa           | Cadena    | Notas    |
| -------------------- | ------------------ | --------- | -------- |
| 8 de febrero de 2021 | Mas de uno         | Onda Cero | Invitada |
| 19 de enero de 2022  | Tarde lo que tarde | RTVE      | Invitada |

### Otras plataformas
| Año       | Programa         | Cadena  | Notas                  |
| --------- | ---------------- | ------- | ---------------------- |
| 2016-2017 | Meristation      | Youtube | Presentadora           |
| 2017-2018 | Movistar Esports | Youtube | Presentadora/reportera |
| 2021-2022 | Vodafone Yu      | Twitch  | Colaboradora           |
| 2021-2023 | Hoy No Se Sale   | U-Beat  | Presentadora           |

### Esports
| Año  | Evento          | Notas        |
| ---- | --------------- | ------------ |
| 2017 | Gamergy         | Reportera    |
| 2018 | Premios Cristal | Presentadora |

| Año  | Videojuego        | Evento                            | Notas     |
| ---- | ----------------- | --------------------------------- | --------- |
| 2018 | Gran Turismo      | Gran Turismo Championship         | Reportera |
| 2018 | Fifa              | Copa Esports                      | Reportera |
| 2018 | Fifa              | Fut Champion Cup                  | Reportera |
| 2018 | Moto GP           | Moto GP Esports Championship      | Reportera |
| 2018 | Fifa              | Ultimate Team Championship Series | Reportera |
| 2018 | League of Legends | LCS EU                            | Reportera |
| 2018 | Fortnite          | Youtube Battle Royale             | Jugadora  |

| Año  | Videojuego        | Evento                 | Notas    | Equipo |
| ---- | ----------------- | ---------------------- | -------- | ------ |
| 2019 | League of Legends | Women’s Esports League | Jugadora | S2V    |

| Año                    | Cadena  | Titular                                    | Notas    |
| ---------------------- | ------- | ------------------------------------------ | -------- |
| 7 de noviembre de 2021 | LaSexta | Cristinini analiza el éxito de los Esports | Invitada |

### Deportes tradicionales
| Fecha                  | Evento                                                          | Cadena         | Notas        |
| ---------------------- | --------------------------------------------------------------- | -------------- | ------------ |
| 5 de octubre de 2021   | Liga de Campeones Femenina de la UEFA: Barcelona vs Arsenal     | DAZN           | Reportera    |
| 4 de diciembre de 2021 | Entrevista a Alexia Putellas, ganadora del balón de oro         | DAZN           | Reportera    |
| 30 de marzo de 2022    | Liga de Campeones Femenina de la UEFA: Barcelona vs Real Madrid | DAZN           | Reportera    |
| 9 de noviembre de 2023 | III Gala Femenina del Fútbol Europeo                            | MundoDeportivo | Presentadora |

### Documentales
| Fecha                   | Nombre      | Cadena/Programa              |
| ----------------------- | ----------- | ---------------------------- |
| 17 de diciembre de 2021 | Mi historia | YouTube / Domino's Originals |

## Doblaje y locución
Su trayectoria comenzaba en el mundo de la interpretación y el teatro, donde cogería soltura para dar vida a varios personajes. En 2018, daría el paso a la locución para realizar proyectos en The Gaming House para Movistar eSports. En 2021, realizaría un curso de doblaje en la escuela de doblaje Polford en Barcelona, junto a grandes maestros del doblaje como Luis Posada, Óscar Barberán o Jordi Brau, con los que compartiría atril.. Entre 2022 y 2024 se formaría como actriz de doblaje profesional en la Escuela Doblaje Barcelona, una de las más reconocidas de España.
Actualmente también se encuentra creando contenido relacionado con el doblaje en redes.
| Año                      | Título                   | Personaje       |
| ------------------------ | ------------------------ | --------------- |
| 29 de julio de 2022      | DC Liga de Supermascotas | Mercy Graves    |
| 8 de marzo de 2024       | Kung Fu Panda 4          | Zhen            |
| 17 de mayo de 2024       | Amigos imaginarios       | Bubble          |
| 9 de agosto de 2024      | Borderlands              | Commander Knoxx |
| 20 de septiembre de 2024 | Transformers One         | Elita-1         |

## Publicaciones
El 21 de octubre de 2021, Cristinini publicaba su libro Gamers en líos, un libro interactivo del género "elige tu propia aventura" que los lectores deben completar tomando decisiones que los llevaran a situaciones diferentes y que posteriormente afectaran al final del libro, el libro consta con varios finales.

## Premios y nominaciones
| Año  | Premio               | Categoría                                                   | Resultado | Ref                  |
| ---- | -------------------- | ----------------------------------------------------------- | --------- | -------------------- |
| 2020 | Oscar de los esports | Mejor actriz                                                | Nominada  | [ 93 ]               |
| 2020 | PremiosDeVuego       | Mejor streamer femenina                                     | Ganadora  | [ 94 ]               |
| 2021 | InfluencersAwards    | Gaming                                                      | Nominada  | [ 95 ]               |
| 2022 | Premios Esland       | Mejor reportera de esports                                  | Ganadora  | [ 96 ] [ 97 ] [ 98 ] |
| 2022 | Premios Esland       | Mejor roleplayer                                            | Nominada  | [ 96 ] [ 97 ]        |
| 2022 | SID                  | Cibercooperante de Honor                                    | Ganadora  | [ 99 ]               |
| 2022 | Premios Ídolo        | Mejor streamer                                              | Nominada  | [ 100 ] [ 101 ]      |
| 2022 | Premios de Internet  | Marca Personal en RRSS y Creadores de Contenido - Streamers | Ganadora  | [ 102 ]              |
| 2023 | Premios Ídolo        | Mejor Streamer                                              | Ganadora  | [ 103 ]              |
| 2024 | Premios Woman Sport  | Mejor Comunicadora                                          | Ganadora  | [ 104 ]              |
| 2024 | GenZ Awards          | Streamer del año                                            | Ganadora  | [ 105 ]              |